# Betws Yn Rhos
Betws Yn Rhos är en community i Storbritannien.   Den ligger i kommunen Conwy och riksdelen Wales, i den södra delen av landet, 300 km nordväst om huvudstaden London. Antalet invånare är 1 052.